# Folyás-patak
Folyás-patak är ett vattendrag i Ungern.   Det ligger i provinsen Pest, i den centrala delen av landet, 24 km nordost om huvudstaden Budapest.